# Bandeira de Caucaia

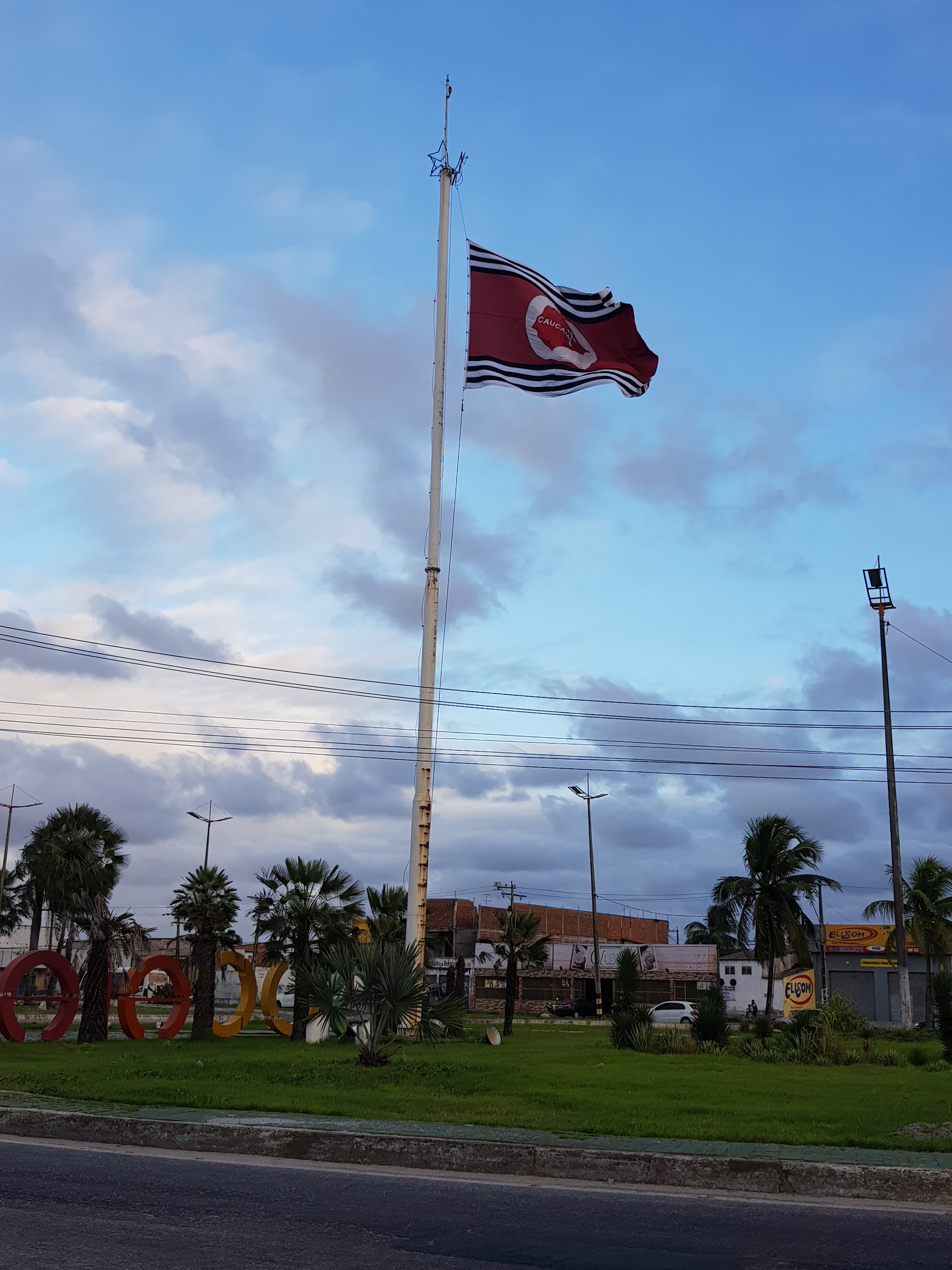
Bandeira de Caucaia hasteada no acesso à cidade via CE-085

A Bandeira de Caucaia é um dos símbolos oficiais do município de Caucaia, uma subdivisão do Ceará, Brasil. Foi criada em 1972 pelo Prof Mauricio Braga Gadelha.

## Descrição
Seu desenho consiste em um retângulo dividido em treze faixas horizontais. A faixa horizontal central vermelha é vermelha e possui largura igual a 1/2 da largura total da bandeira. Na parte superior e inferior há seis faixas horizontais alternadas, nas cores preta e branca. Na parte superior a primeira faixa, de cima para baixo, é branca e na inferior a primeira é preta.
Sobre a faixa vermelha está um círculo branco no qual está inserido o mapa do município na cor vermelha. No mapa há três elementos: do lado direito há o "Monumento do Cruzeiro", à esquerda a palavra CAUCAIA, em letras não serifadas brancas contornadas de preto, e seis estrelas brancas espalhadas pelo mapa.

## Simbolismo
As seis estrelas indicam os distritos que compõem o Município. No caso, Guararu, Catuana, Sítios Novos, Bom Princípio, Tucunduba e Mirambé.
O "Monumento do Cruzeiro" é uma construção histórica localizada no adro da Igreja Matriz dedicada à Nossa Senhora dos Prazeres, sendo uma alusão à missão jesuíta que fundou a cidade. Sua data de construção não é exatamente conhecida, mas sabe-se que foi reformado em 1922 na comemoração do centenário da independência do Brasil, sendo desde então, um dos símbolos do município.
As cores são: prata ou branco (pureza, integridade, firmeza e obediência), vermelho (vitória, fortaleza e ousadia), negro (prudência, astucia, tristeza, rigor e honestidade), ouro (nobreza, riqueza e poder), verde (esperança, fé, amizade, bons serviços prestados, amor, juventude e liberdade) e azul (zelo, lealdade, caridade, justiça, beleza e boa reputação).